# Élections cantonales de 1937 dans la Mayenne
 (juin 2023).
La mise en forme du texte ne suit pas les recommandations de Wikipédia : il faut le « wikifier ».
Les points d'amélioration suivants sont les cas les plus fréquents :
- Les titres sont pré-formatés par le logiciel. Ils ne sont ni en capitales, ni en gras.
- Le texte ne doit pas être écrit en capitales (les noms de famille non plus), ni en gras, ni en italique, ni en « petit »…
- Le gras n'est utilisé que pour surligner le titre de l'article dans l'introduction, une seule fois.
- L'italique est rarement utilisé : mots en langue étrangère, titres d'œuvres, noms de bateaux, etc.
- Les citations ne sont pas en italique mais en corps de texte normal. Elles sont entourées par des guillemets français : « et ».
- Les listes à puces sont à éviter, des paragraphes rédigés étant largement préférés. Les tableaux sont à réserver à la présentation de données structurées (résultats, etc.).
- Les appels de note de bas de page (petits chiffres en exposant, introduits par l'outil «  Source ») sont à placer entre la fin de phrase et le point final[comme ça].
- Les liens internes (vers d'autres articles de Wikipédia) sont à choisir avec parcimonie. Créez des liens vers des articles approfondissant le sujet. Les termes génériques sans rapport avec le sujet sont à éviter, ainsi que les répétitions de liens vers un même terme.
- Les liens externes sont à placer uniquement dans une section « Liens externes », à la fin de l'article. Ces liens sont à choisir avec parcimonie suivant les règles définies. Si un lien sert de source à l'article, son insertion dans le texte est à faire par les notes de bas de page.
- La présentation des références doit suivre les conventions bibliographiques. Il est recommandé d'utiliser les modèles {{Ouvrage}}, {{Chapitre}}, {{Article}}, {{Lien web}} et/ou {{Bibliographie}}. Le mode d'édition visuel peut mettre en forme automatiquement les références.
- Insérer une infobox (cadre d'informations à droite) n'est pas obligatoire pour parachever la mise en page.

Pour une aide détaillée, merci de consulter Aide:Wikification.
Si vous pensez que ces points ont été résolus, vous pouvez retirer ce bandeau et améliorer la mise en forme d'un autre article.
Les élections cantonales françaises de 1937 ont eu lieu les 10 et 17 octobre 1937.

## Analyse
En 1937, après le renouvellement partielle, le conseil Général, présidé par Jean Chaulin-Servinière a une majorité relative d'élus se réclamant de la droite républicaine. Les élections de 1937 n'apportent aucune modification dans la composition du conseil Général. Tous les sortants sont réélus. Une élection partielle en 1938 à Villaines-la-Juhel fait gagner un siège aux Radicaux-Indépendants par rapport aux Républicains de Gauche.

## Composition

### Le président
Le président est Jean Chaulin-Servinière, réélu président le 21 octobre 1937.

### Les vice-présidents
Le 21 octobre 1937, les vice-présidences sont ainsi distribuées :
- Ferdinand Le Pelletier[3], 1er vice-président ;
- Georges Denis[2], 2e vice-président.

### Les secrétaires
- François Brisard[2]
- Jacques Duboys-Fresney[4].

## Résultats pour le conseil général

### Arrondissement de Laval

#### Canton de Chailland
|                      | Constant Jouis * | Radical indépendant | 2 248 |  |  |  |
|                      |                  |                     |       |  |  |  |
| Inscrits             | Inscrits         | Inscrits            | 3 217 |  |  |  |
| Votants              | Votants          | Votants             | 2 445 |  |  |  |
| Exprimés             |                  |                     |       |  |  |  |
| * Conseiller sortant |                  |                     |       |  |  |  |

#### Canton de Laval-Est
|                      | Adolphe Beck *    | URD        | 2 119 |  |  |  |
|                      | Camille Lhuissier | SFIO       | 1 273 |  |  |  |
|                      | Louis Dufrenoy    | Communiste | 157   |  |  |  |
|                      |                   |            |       |  |  |  |
| Inscrits             | Inscrits          | Inscrits   | 4 633 |  |  |  |
| Votants              | Votants           | Votants    | 3 679 |  |  |  |
| Exprimés             |                   |            |       |  |  |  |
| * Conseiller sortant |                   |            |       |  |  |  |

#### Canton de Laval-Ouest
|                      | Maurice Courcelle * | Républicain-URD | 2 559 |  |  |  |
|                      | Auguste Beuneux     | SFIO            | 1 035 |  |  |  |
|                      | Marcel Thibault     | Communiste      | 134   |  |  |  |
|                      |                     |                 |       |  |  |  |
| Inscrits             | Inscrits            | Inscrits        | 5 063 |  |  |  |
| Votants              | Votants             | Votants         | 3 914 |  |  |  |
| Exprimés             |                     |                 |       |  |  |  |
| * Conseiller sortant |                     |                 |       |  |  |  |

#### Canton de Loiron
|                      | Louis Tréton de Vaujuas-Langan * | URD        | 1 598 |  |  |  |
|                      | Joseph Le Guern                  | SFIO       | 616   |  |  |  |
|                      | Joseph Mauvieux                  | Communiste | 112   |  |  |  |
|                      |                                  |            |       |  |  |  |
| Inscrits             | Inscrits                         | Inscrits   | 3 344 |  |  |  |
| Votants              | Votants                          | Votants    | 2 826 |  |  |  |
| Exprimés             |                                  |            |       |  |  |  |
| * Conseiller sortant |                                  |            |       |  |  |  |

### Arrondissement de Château-Gontier

#### Canton de Cossé-le-Vivien
|                      | Pierre-Clément Pichot * | URD-Républicain | 1 930 |  |  |  |
|                      |                         |                 |       |  |  |  |
| Inscrits             | Inscrits                | Inscrits        | 2 587 |  |  |  |
| Votants              | Votants                 | Votants         | 2 017 |  |  |  |
| Exprimés             |                         |                 |       |  |  |  |
| * Conseiller sortant |                         |                 |       |  |  |  |

#### Canton de Craon
|                      | Ferdinand Le Pelletier * | URD      | 1 317 |  |  |  |
|                      | Golvan                   |          | 1 113 |  |  |  |
|                      |                          |          |       |  |  |  |
| Inscrits             | Inscrits                 | Inscrits | 3 083 |  |  |  |
| Votants              | Votants                  | Votants  | 2 507 |  |  |  |
| Exprimés             |                          |          |       |  |  |  |
| * Conseiller sortant |                          |          |       |  |  |  |

#### Canton de Saint-Aignan-sur-Roë
|                      | Dr Victor Jallot * | URD      | 1 805 |  |  |  |
|                      | Gault              |          | 794   |  |  |  |
|                      |                    |          |       |  |  |  |
| Inscrits             | Inscrits           | Inscrits | 3 140 |  |  |  |
| Votants              | Votants            | Votants  | 2 652 |  |  |  |
| Exprimés             |                    |          |       |  |  |  |
| * Conseiller sortant |                    |          |       |  |  |  |

### Arrondissement de Mayenne

#### Canton de Gorron
|                      | Andoche Le Ray, duc d'Abrantès * | URD      | 1 749 |  |  |  |
|                      |                                  |          |       |  |  |  |
| Inscrits             | Inscrits                         | Inscrits | 2 816 |  |  |  |
| Votants              | Votants                          | Votants  | 2 175 |  |  |  |
| Exprimés             |                                  |          |       |  |  |  |
| * Conseiller sortant |                                  |          |       |  |  |  |

#### Canton d'Ambrières-les-Vallées
|                      | Louis Pollet * | Conservateur | 1 080 |  |  |  |
|                      | Ernest Moreau  | SFIO         | 367   |  |  |  |
|                      |                |              |       |  |  |  |
| Inscrits             | Inscrits       | Inscrits     | 1 792 |  |  |  |
| Votants              | Votants        | Votants      | 1 525 |  |  |  |
| Exprimés             |                |              |       |  |  |  |
| * Conseiller sortant |                |              |       |  |  |  |

#### Canton de Mayenne-Est
|                      | Emmanuel Placé * | Républicain de gauche | 1 370 |  |  |  |
|                      | Gaston Brochard  | SFIO                  | 317   |  |  |  |
|                      | Durand           | Communiste            | 156   |  |  |  |
|                      |                  |                       |       |  |  |  |
| Inscrits             | Inscrits         | Inscrits              | 2 915 |  |  |  |
| Votants              | Votants          | Votants               | 2 321 |  |  |  |
| Exprimés             |                  |                       |       |  |  |  |
| * Conseiller sortant |                  |                       |       |  |  |  |

#### Canton de Mayenne-Ouest
|                      | Georges Denis * | Républicain de gauche | 1 730 |  |  |  |
|                      | Quenioux        | Rad. Indép.           | 229   |  |  |  |
|                      | Drouaire        | SFIO                  | 219   |  |  |  |
|                      | Guénerie        | Communiste            | 150   |  |  |  |
|                      |                 |                       |       |  |  |  |
| Inscrits             | Inscrits        | Inscrits              | 2 963 |  |  |  |
| Votants              | Votants         | Votants               | 2 443 |  |  |  |
| Exprimés             |                 |                       |       |  |  |  |
| * Conseiller sortant |                 |                       |       |  |  |  |

#### Canton de Landivy
|                      | Baron André Terrasson de Sénevas * | Conservateur | 1 811 |  |  |  |
|                      |                                    |              |       |  |  |  |
| Inscrits             | Inscrits                           | Inscrits     | 2 722 |  |  |  |
| Votants              | Votants                            | Votants      | 2 167 |  |  |  |
| Exprimés             |                                    |              |       |  |  |  |
| * Conseiller sortant |                                    |              |       |  |  |  |

#### Canton d'Ernée
|                      | Constant Martin * | Rad. Soc. | 2 015 |  |  |  |
|                      |                   |           |       |  |  |  |
| Inscrits             | Inscrits          | Inscrits  | 3 126 |  |  |  |
| Votants              | Votants           | Votants   | 2 707 |  |  |  |
| Exprimés             |                   |           |       |  |  |  |
| * Conseiller sortant |                   |           |       |  |  |  |

## Sources
- La Mayenne, 10 octobre 1937
- Michel Dloussky, Le Conseil général de la Mayenne (1935-1953). Annales de Bretagne et des pays de l'Ouest Année 1996 103-3 pp. 53-59. Fait partie d'un numéro thématique : Les pouvoirs locaux dans l'Ouest (1935-1953)